# Устя (Волосовський район)
Устя (рос. Устье) — присілок у Волосовському районі Ленінградської області Російської Федерації.
Населення становить 3 особи. Належить до муніципального утворення Сабське сільське поселення.

## Історія
Від 1 серпня 1927 року належить до Ленінградської області.

## Населення
| 1838 | 1862 | 1885 | 1997 | 2007 | 2010 | 2014 |
| ---- | ---- | ---- | ---- | ---- | ---- | ---- |
| 106  | ↗159 | ↗275 | ↘8   | ↘3   | ↘2   | ↗3   |
| 2017 |      |      |      |      |      |      |
| →3   |      |      |      |      |      |      |